# Associação dos Artesãos de Santana do Araçuaí
A Associação dos Artesãos de Santana do Araçuaí reúne ceramistas da região de Santana do Araçuaí e foi fundada em 1989 por Isabel Mendes da Cunha.
Dona Isabel, ao se mudar para o povoado, depois de seu casamento, aproveitou a argila de boa qualidade e cores variadas que ali encontrou para desenvolver a técnica tradicional de cerâmica que havia aprendido com a sua mãe. Com o tempo, transmitiu seu conhecimento aos mais jovens, que passaram a produzir bonecas, panelas e utensílios domésticos.
Em 1989 foi criada a Associação dos Artesãos de Santa do Araçuaí, reunindo cerca de 40 artesãos. A entidade recebeu em 2011 a Ordem do Mérito Cultural.